# Carin Wästberg
Carin Helena Wästberg, född 5 juni 1859 i Vänersborg, död 9 april 1942 i Stockholm, var en svensk textilkonstnär och konsthantverkare.
Hon var dotter till kyrkoherden Hans Efraim Wästberg och Anna Andersson. Hon fick sin grundläggande konstnärliga utbildning vid Högre konstindustriella skolan i Stockholm och fortsatte därefter sina studier utomlands. Hon tilldelades 1891 ett resestipendium till England där hon studerade och tog intryck av kretsen kring William Morris och blev en av de första förmedlarna av Morris idéer i Sverige. Hon anställdes som konstnärlig ledare på Handarbetets vänner 1904 och blev föreningens direktör 1910. Wästbergs egen produktion var inte stor och tillkom huvudsakligen i samarbete med Maria Widebeck och deras signatur W.W. var en  garanti för högklassigt konsthantverk i möbler, silver, glas och textil. Hon medverkade i en rad konsthantverksutställningar och ledamot i utställningskommitten vid de svenska avdelningarna vid Chicagoutställningen 1892–1893, den internationella hemslöjdsutställningen i Berlin 1908–1909 samt för Baltiska utställningen 1913–1914. Under hennes ledning och tillsammans med Maja Sjöström, utformades HV-tekniken och inriktningen mot monumentala textilier för kyrkliga rum. Hon ansvarade tillsammans med Carl Westman för den textila inredningen av Stockholms rådhus och bar det konstnärliga ansvaret för textiler till Stockholms stadshus. 
Hennes mest kända alster är Vårdinge fuga som var en hautelissetapet i linne utförd 1904 som gåva från drottning Victoria till tsaritsan samt sju stora väggtextilier och ett antependium för Engelbrektskyrkan i Stockholm dessutom utförde hon bonader för Gustaf Adolfs kapellet i Lützen. Tillsammans med Maria Widebeck tilldelades hon ett flertal priser och utmärkelser bland annat ett andrapris för en vinkaraff 1886 och ett förstapris för en glasmålning 1889 samt ett förstapris 1890 för en infattning i silver till ett dryckeshorn som producerades av A.G. Dufva. Wästberg är representerad vid Nationalmuseum, Nordiska museet, Hallwylska museet och Armémuseum.